# Amt Züssow
Amt Züssow ligger midt i Landkreis Vorpommern-Greifswald i den tyske delstat Mecklenburg-Vorpommern. I Amtet har 15 kommer sammenlagt deres forvaltninger med administrationen liggende i byen Züssow, og med kontorer i Gützkow og Ziethen. Den eneste købstad (Stadt) i amtet er Gützkow.

## Historie
Amt Züssow blev dannet i 1992 og bestod da af de seks kommuner Groß Kiesow, Karlsburg, Lühmannsdorf, Ranzin (der 1. januar 2005 blev en del af kommunen Züssow), Wrangelsburg og Züssow. 1. januar 2005 blev det sammenlagt med de gamle amter Gützkow, Züssow og Ziethen til det nye Amt Züssow .
- Det tidligere Amt Gützkow bestod af kommunerne Bandelin, Gribow, Gützkow, Kölzin og Lüssow. Kommunen Kammin var også en del af Amt Gützkow men bystyret besluttede her at lægge sig sammen med kommunen Behrenhoff i Amt Landhagen.

- Det tidligere Amt Ziethen bestod af kommunerne Groß Polzin, Klein Bünzow, Murchin, Rubkow, Schmatzin og Ziethen. Lassan valgte at blive en del af Amt Am Peenestrom.

## Geografi
Amtets område stækker sig fra baglandet til Østersøen mod nord, til floden Peene mod syd. Mod øst grænser amtet til en smal stribe af Peenestrom.
Mod syd ligger Amt Anklam-Land, mod nord amterne Landhagen og Lubmin og mod nordøst Amt Am Peenestrom. Der er ingen bakker af betydning, og der er kun få søer i amtet: Kosenowsee i Gützkow, Schlosssee i Wrangelsburg og Küchensee i Murchin samt Poldersee i Menzlin im Amtsgebiet. Højeste punkt er Moeckow-Berg der er 55 moh.

## Kommuner og landsbyer
- Bandelin med Kuntzow, Schmoldow og Vargatz
- Gribow med Gloedenhof
- Groß Kiesow med Dambeck, Groß Kiesow Meierei, Kessin, Klein Kiesow, Klein Kiesow-Kolonie, Krebsow,
 Sanz (Hof I, III, IV, V, VI, VII), Schlagtow, Schlagtow Meierei, Strellin
- Groß Polzin med Klein Polzin, Konsages, Pätschow, Quilow, Stolpmühl og Vitense
- Stadt Gützkow med Breechen, Dargezin, Dargezin Vorwerk, Fritzow, Gützkow Meierei, Kölzin, Lüssow, Neuendorf, Owstin, Pentin, Upatel og Wieck
- Karlsburg med Moeckow, Steinfurth und Zarnekow
- Klein Bünzow med Klitschendorf, Groß Bünzow, Groß Jasedow, Krakow, Pamitz, Ramitzow og Salchow
- Lühmannsdorf med Brüssow, Giesekenhagen og Jagdkrug
- Murchin med Lentschow, Libnow, Pinnow og Relzow
- Rubkow med Bömitz, Buggow, Daugzin, Krenzow, Wahlendow og Zarrentin
- Schmatzin med Schlatkow og Wolfradshof
- Wrangelsburg med Gladrow
- Ziethen med Jargelin undog Menzlin
- Züssow med Nepzin, Oldenburg, Radlow, Ranzin, Thurow og Wilhelmshöh

## Wirtschaft und Infrastruktur

### Unternehmen
Wirtschaftlich ist die Land- und Forstwirtschaft vorherrschend. Die Diakonie Züssow mit den Heimen in Züssow und Gützkow und das Klinikum Karlsburg sind als größere Arbeitgeber erwähnenswert. In allen Gemeinden gibt es zahlreiche Gewerbe- und Dienstleistungsbetriebe. In Gützkow bestehen zwei Gewerbegebiete mit Autobahnanbindung. Der Tourismus spielt eine noch untergeordnete Rolle mit Gastronomie- und Beherbergungsbetrieben. Industrieansiedlungen fehlen fast völlig.

### Trafik
Motorvejen Bundesautobahn 20 fører gennem den vestlige del af Amtes Züssow. Bundesstraße B 109 (fra Greifswald til Anklam) 0g B 111 fra (Gützkow til Wolgast) samt L 35 (tidligere B 96) går gennem amtet.
I 1863 fik Züssow forbindelse med jernbanen Angermünde–Stralsund. Her drejer banen Züssow–Wolgast Hafen mod Wolgast og har via Usedomer Bäderbahn forbindelse til Świnoujście (Swinemünde) og Peenemünde på øen Usedom. Dermed blev stationen i Züssow betydning som omstigningsstation for badeturismen ved Østersøen.